# ЗИЛ-49061
Изделие 49061 (ЗИЛ-49061) — трёхосная машина высокой проходимости рамной конструкции с водоизмещающим кузовом с пассажирской кабиной («салоном»), плавающая, колесной формулы 6×6. Является одной из составных частей комплекса поисковых машин 490, в состав которого также входят изделие 4906 и шнекороторный вездеход 29061. В ходе эксплуатации комплекс поисковых машин и колёсные машины из его состава из-за ярко-синей окраски получили неофициальное название «Синяя птица». Изделие 49061 предназначено для поиска грузов — спускаемых аппаратов, доставки к месту нахождения грузов оперативно-технической группы, оказания медицинской помощи и эвакуации экипажей пилотируемых спускаемых аппаратов.
Всего (с учетом опытных образцов) было выпущено 15  ЗИЛ-49061 .

## История создания
Параллельно со сборкой и модернизацией поисковых машин первого поколения — ПЭУ-1 (Поисково-Эвакуационная Установка-1 с подъемным краном и одним лежачим местом для эвакуируемого) в Специальном Конструкторском Бюро (СКБ) завода ЗИЛ в начале 1970-х годов велись работы по созданию новых машин аналогичного назначения.
Уже при эксплуатации ПЭУ-1 возникла необходимость как в оказании помощи экипажам многоместных спускаемых аппаратов типа Союз, так и в транспортировке спускаемых аппаратов новых спутников разведки типа Янтарь. Также были известны и общие ограничения по проходимости для колесного шасси. И если первые две задачи были временно решены созданием соответствующих модификаций ПЭУ — ПЭУ-1М с пассажирской кабиной (1972 год) и ПЭУ-1Б с измененной крановой установкой (1974 год), то вопрос проходимости оставался открытым. Его решение требовало уже не модернизации существующих поисковых машин, а создания принципиально новых, в том числе и с движителями, отличающимися от колесного и дающими возможность двигаться в условиях, в которых колесный движитель бесполезен — по глубокому снегу, всем видам болот и др.
Совместное применение ПЭУ-1 и ПЭУ-1М — машин с однотипным шасси, но разных по назначению, подтвердило необходимость создания Комплекса Поисково-Эвакуационных Машин (КПЭМ). Оставалось дополнить его транспортным средством сверхвысокой проходимости. Начиная с середины 60-х годов в СКБ велись исследования по шнекороторному движителю и конструкциям типа «пневмокатковая цепь», что повлияло но дальнейшие работы по КПЭМ.
К лету 1975 года в СКБ были собраны колесные автомобили 4906 и 49061 а также шнекороторный болотоход 2906. Начались испытания, которые болотоход не выдержал и был заменен на 29061 в 1979 году. Новый болотоход не являлся модификацией предыдущего, несмотря на одинаковые цифры в индексе и был в основном новой конструкцией.
Комплекс Поисково-Эвакуационных Машин поступил на снабжение Единой государственной авиационной поисково-спасательной службы (ЕГАПСС) ВВС СССР в 1981 году и постепенно заменил собой семейство автомобилей ПЭУ-1.
В 1992 году автомобиль ЗИЛ-4906 участвовал в обеспечении первого в мире частного космического запуска «Европа-Америка-500» и морем прибыл в Сиэтл.

## Состав комплекса
В КПЭМ (также встречается обозначение «комплекс 490») вошли три транспортных средства, именуемые «изделиями»:
1. Изделие 4906 — плавающая трехосная машина высокой проходимости, оборудованная платформой для специальных грузов и крановой установкой.
2. Изделие 49061 — плавающая трехосная машина высокой проходимости, оборудованная пассажирской кабиной.
3. Изделие 29061 — шнекороторный болотоход, транспортируемый изделием 4906.

При постановке на вооружение изделие 4906 получило обозначение ПЭМ-2, изделие 49061 — ПЭМ-1, а 29061, соответственно, ПЭМ-3. Где «ПЭМ» расшифровывается как Поисково-Эвакуационная Машина. За счет этого у военных за машинами закрепилось прозвище «Пэмки» и «Пэмка» для единичной машины. Именем «Синяя Птица» машины комплекса стали называть в кругу космонавтов. Шнекороторный болотоход зачастую именуют просто «Шнек».
Добавление марки «ЗИЛ» к цифровым индексам моделей не является ошибкой и начинает применяться в 90-х годах.

## Особенности конструкции
Если ПЭУ базировались на агрегатах автомобилей семейства 135, то в колесных машинах из состава КПЭМ применены оригинальные агрегаты трансмиссии, узлы подвески, рулевого управления и тормозной системы, использовавшихся ранее лишь на опытных автомобилях СКБ, а позже — на мелкосерийных автомобилях ЗИЛ-4972. Основные принципы проектирования остались теми же, что и на ПЭУ, что обуславливалось одинаковыми задачами и тактикой применения поисковых машин а также сложившимся в СКБ подходом к проектированию транспортных средств. К особенностям конструкции колесных автомобилей КПЭМ и конкретно ЗИЛ-49061 можно отнести:
- Водоизмещающий корпус  с плавными обводами, выполненный из полиэфирной смолы, армированной стеклотканью. 
- Изготовление рамы,  несущих конструкций и большинства корпусов агрегатов автомобиля из алюминиевых сплавов. 
- Применение бортовой схемы трансмиссии и колесных редукторов.
- Равное расположение осей по базе с управляемыми передними и задними колесами.
- Наличие радиосвязной, навигационной и пеленгационной аппаратуры.

## Галерея

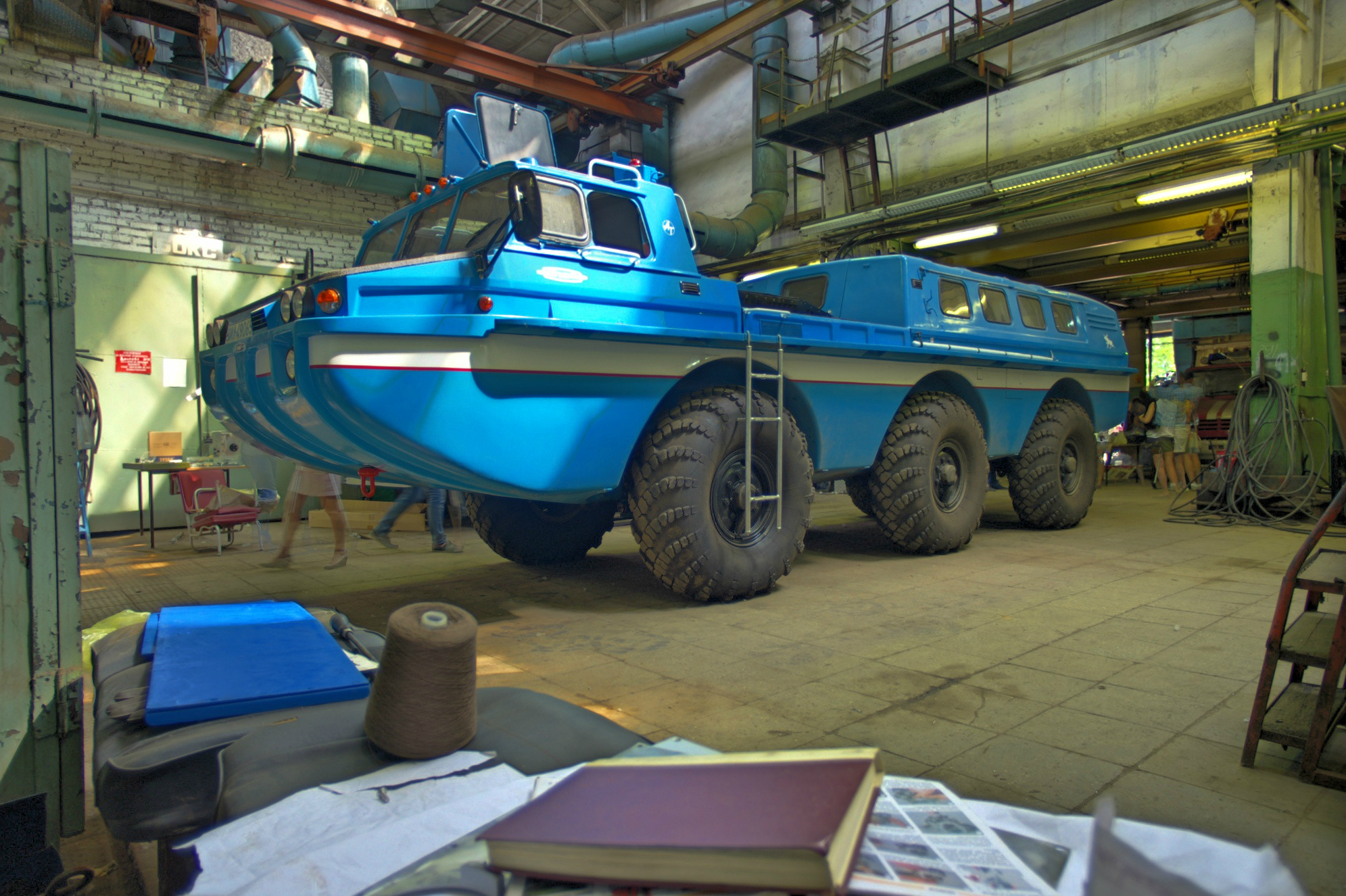
Опытная ЗИЛ-49065
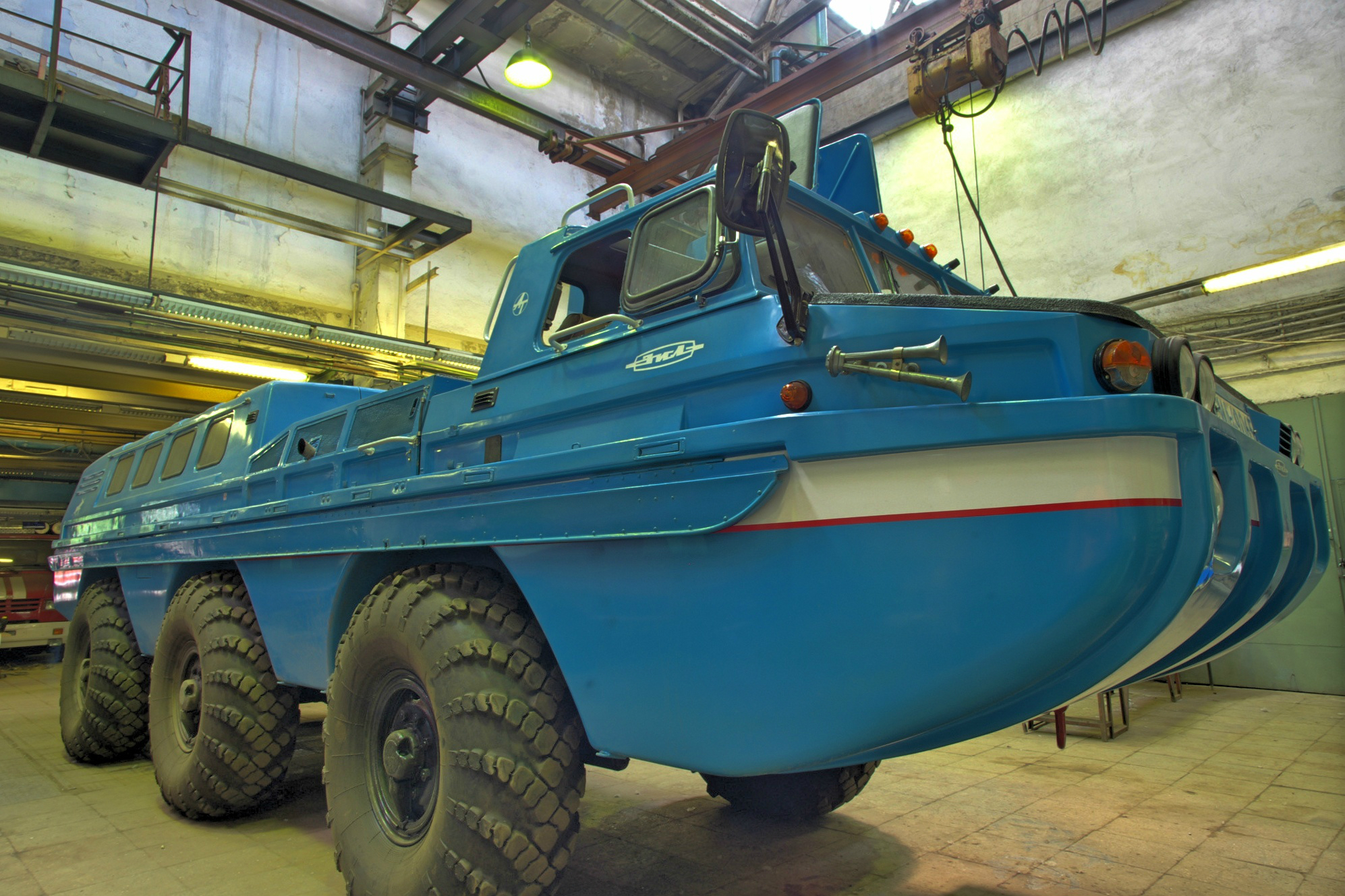
Опытная ЗИЛ-49065
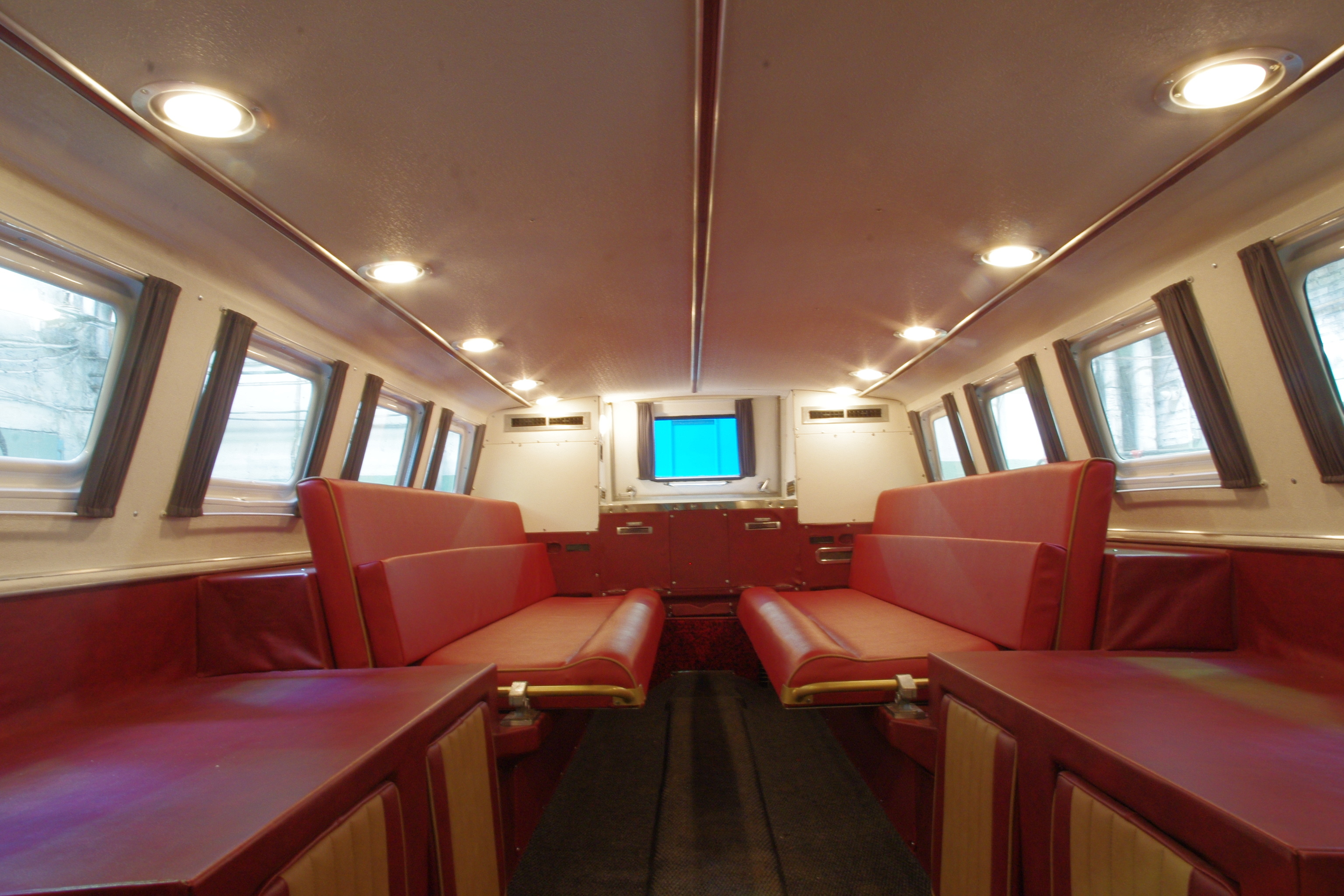
Пассажирский салон опытной машины (не характерен для серийных машин)
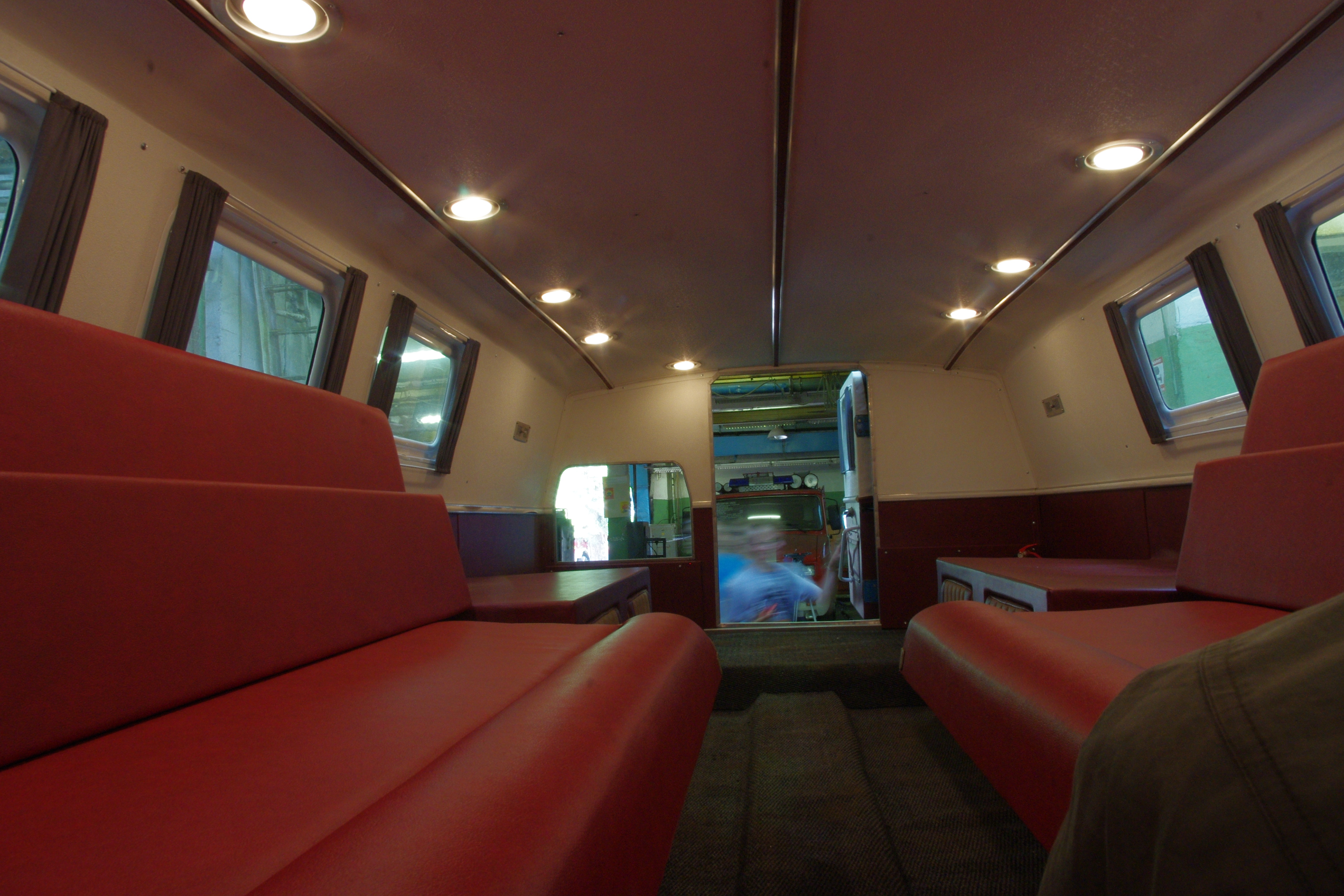
Пассажирский салон опытной машины (не характерен для серийных машин)
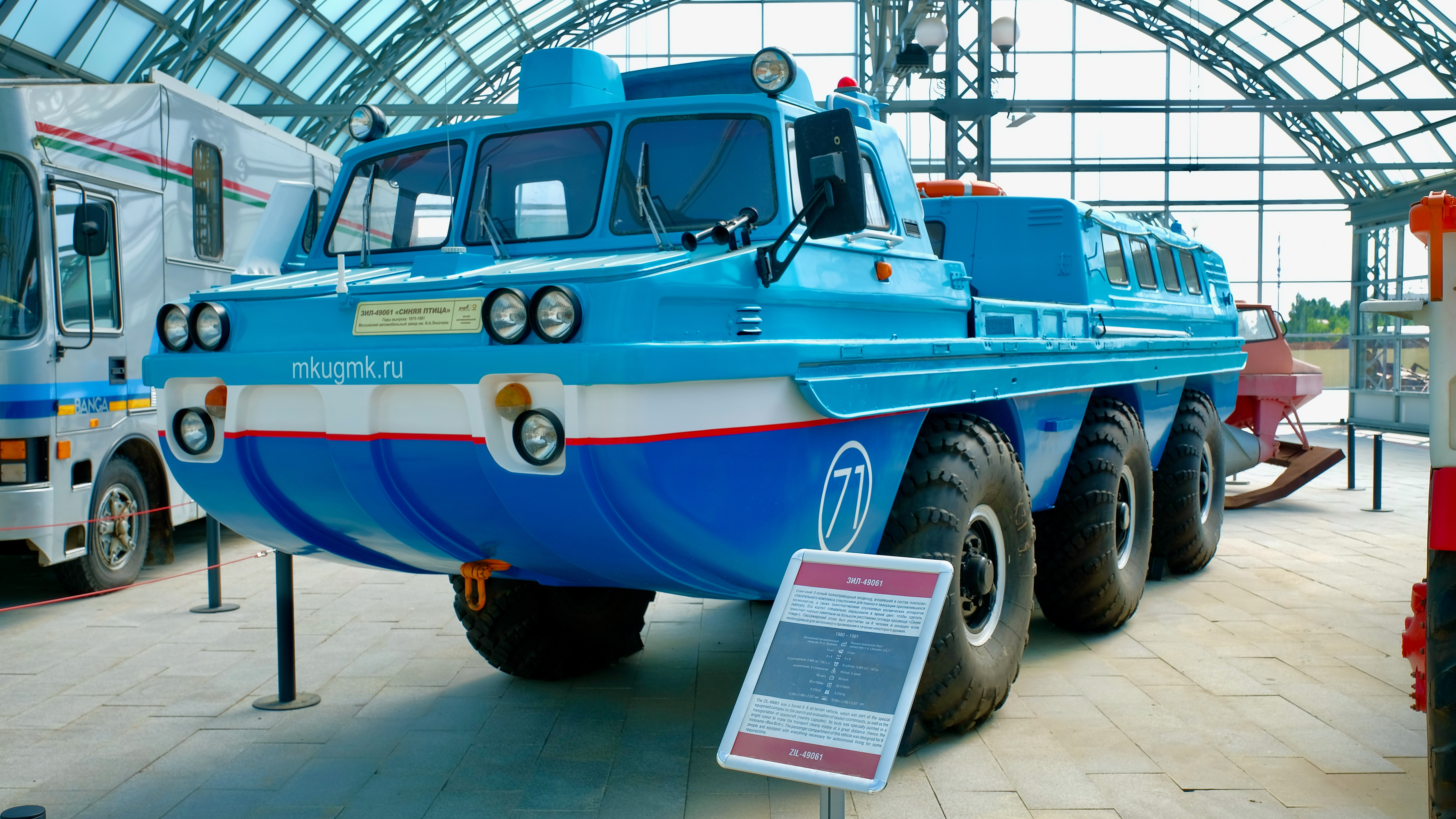
ЗИЛ-49061 в музейном комплексе УГМК
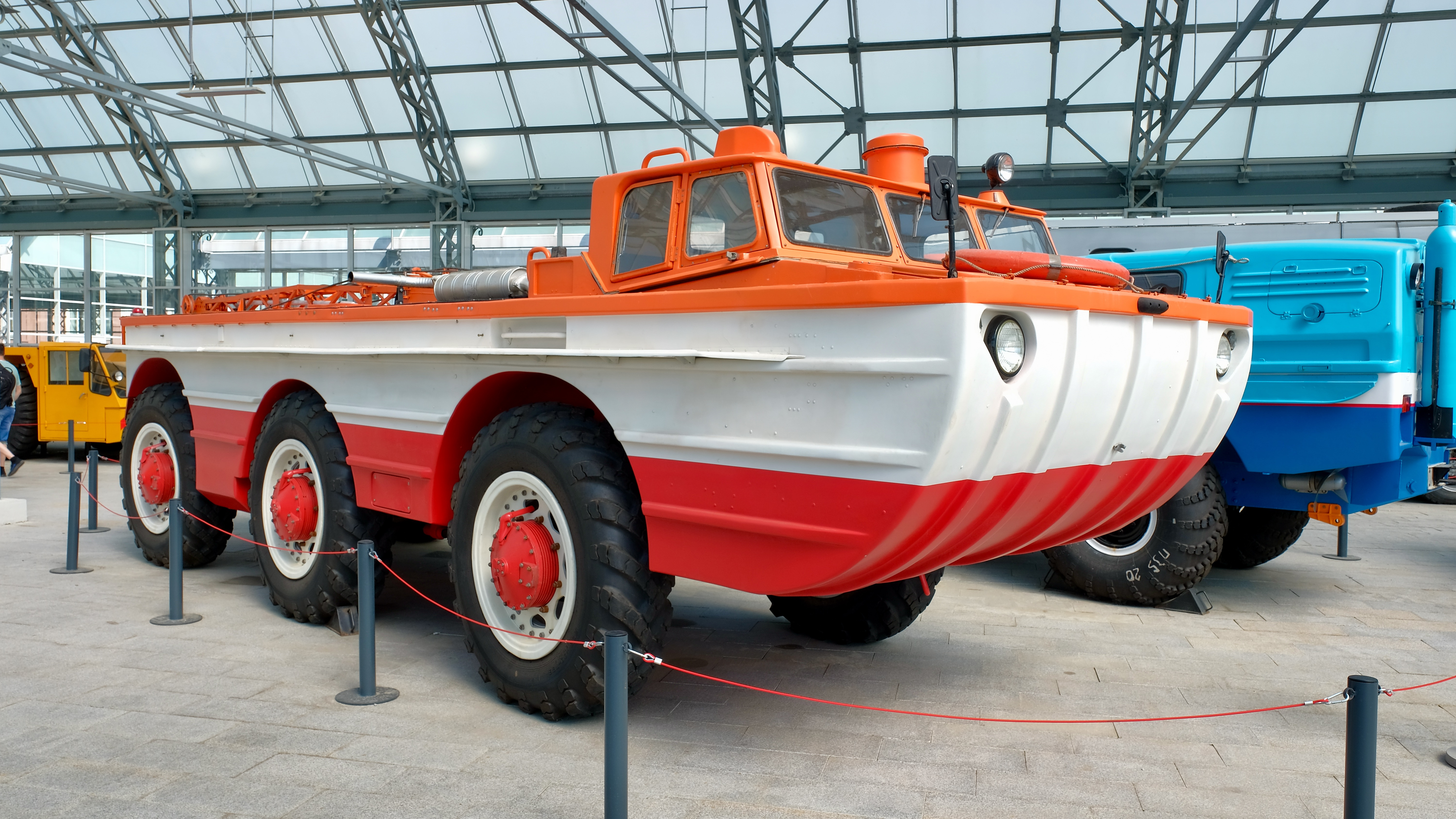
ПЭУ-1Б в музейном комплексе УГМК